# 24 de agosto nos Jogos Olímpicos de Verão de 2008
24 de agosto foi o décimo oitavo dia de competições dos Jogos Olímpicos de Verão de 2008. Neste dia foram disputadas competições de sete esportes.

## Esportes
- Atletismo
- Basquetebol
- Boxe
- Ginástica
- Handebol
- Pólo aquático
- Voleibol

## Destaques do dia

### Atletismo
Samuel Kamau Wansiru, do Quênia, vence a maratona masculina e quebra o recorde olímpico da prova.

### Basquetebol
Os Estados Unidos vencem a Espanha por 118x107 e se tornam campeões do torneio masculino após oito anos. A Argentina vence a Lituânia e fica com o bronze.

### Boxe
Cuba fica sem medalhas de ouro no esporte, após perder duas finais. China conquista suas primeiras medalhas no esporte (dois ouros e uma prata) - os lutadores chineses são responsáveis pelo 50º e pelo 51º ouro e pelo 100º pódio do país nos Jogos - e Mongólia também sobe ao pódio pela primeira vez, com um ouro.

### Voleibol
Estados Unidos vence o Brasil por três sets a um e conquista o torneio masculino.

### CHNChinaeUSAEstados Unidos
Os dois países são os únicos a atingir a marca de 100 medalhas nos Jogos de 2008. A China, com 51 ouros e 100 medalhas no total, se torna o primeiro país asiático a vencer uma edição de Jogos Olímpicos (já que a União Soviética era considerada país europeu). Os Estados Unidos, com 110 medalhas, supera a marca de Atenas-2004 em oito medalhas e em um ouro (36x35).

## Campeões do dia
| Modalidade    | Evento             | Atleta(s) | País               | Recorde |
| ------------- | ------------------ | --- | ------------------ | ------- |
| Atletismo     | maratona masculina | Samuel Kamau Wanjiru | KEN Quênia         | OR      |
| Basquetebol   | masculino          | Carlos Boozer, Jason Kidd, LeBron James, Deron Williams, Michael Redd, Dwyane Wade, Kobe Bryant, Dwight Howard, Chris Bosh, Chris Paul, Tayshaun Prince, Carmelo Anthony                                                 | USA Estados Unidos |         |
| Boxe          | Peso mosca-ligeiro | Zou Shiming | CHN China          |         |
| Boxe          | Peso galo          | Enkhbatyn Badar-Uugan | MGL Mongólia       |         |
| Boxe          | Peso leve          | Alexey Tishchenko | RUS Rússia         |         |
| Boxe          | Peso meio-médio    | Bakhyt Sarsekbayev | KAZ Cazaquistão    |         |
| Boxe          | Peso meio-pesado   | Zhang Xiaoping | CHN China          |         |
| Boxe          | Peso super-pesado  | Roberto Cammarelle | ITA Itália         |         |
| Ginástica     | Individual geral   | Margarita Aliychuk, Anna Gavrilenko, Tatiana Gorbunova, Elena Posevina, Daria Shkurikhina, Natalia Zueva | RUS Rússia         |         |
| Handebol      | masculino          | Didier Dinart, Cédric Burdet, Guillaume Gille, Bertrand Gille, Daniel Narcisse, Olivier Girault, Daouda Karaboué, Nikola Karabatić, Christophe Kempe, Thierry Omeyer, Joël Abati, Luc Abalo, Michaël Guigou, Cédric Paty | FRA França         |         |
| Voleibol      | masculino          | Lloy Ball, Sean Rooney, David Lee, Richard Lambourne, William Priddy, Ryan Millar, Riley Salmon, Thomas Hoff, Clayton Stanley, Kevin Hansen, Gabriel Gardner, Scott Touzinsky                                            | USA Estados Unidos |         |
| Pólo aquático | masculino          | Zoltán Szécsi, Tamás Varga, Norbert Madaras, Dénes Varga, Tamás Kásás, Norbert Hosnyánszky, Gergely Kiss, Tibor Benedek, Dániel Varga, Péter Biros, Gábor Kis, Tamás Molnár, István Gergely                              | HUN Hungria        |         |

## Líderes do quadro de medalhas ao final dos Jogos
Para o quadro completo, veja Quadro de medalhas dos Jogos Olímpicos de Verão de 2008
| Ordem | País               | Medalha de ouro | Medalha de prata | Medalha de bronze |     |
| ----- | ------------------ | --------------- | ---------------- | ----------------- | --- |
| 1     | CHN China          | 51              | 21               | 28                | 100 |
| 2     | USA Estados Unidos | 36              | 38               | 36                | 110 |
| 3     | RUS Rússia         | 23              | 21               | 28                | 72  |
| 4     | GBR Grã-Bretanha   | 19              | 13               | 15                | 47  |
| 5     | GER Alemanha       | 16              | 10               | 15                | 41  |